# الشظوات (مدينة حجة)

تعديل مصدري - تعديل

الشظوات هي إحدى قرى عزلة حملان بمديرية مدينة حجة التابعة لمحافظة حجة، بلغ تعداد سكانها 234 نسمة حسب تعداد اليمن لعام 2004.